# Lollardok
A lollardok vagy lollard mozgalom a katolikus egyház ellen Nyugat-Európában fellépő népi prédikátorok, előreformátorok, a németalföldi Walter Lollard  követői, akit 1322-ben máglyán égettek meg. Angliában így hívták Wycliffe követőit, mely mozgalom az angol reformációig létezett.

## Történelem
Németalföldön tűntek fel először 1300 körül, mint antifeudális, egyházellenes mozgalom képviselői. Később mozgalmuk átterjedt Németországra és különösen Angliára, ahol a többségükben Wycliffe tanait hirdették. Míg Wycliffe-et nem hurcolták meg, a lollardokat eltiltották a közélettől és üldözték őket. 
Az angliai lollardok közül kitűnt John Ball, aki fontos szerepet játszott az 1381-es angliai parasztfelkelésben.

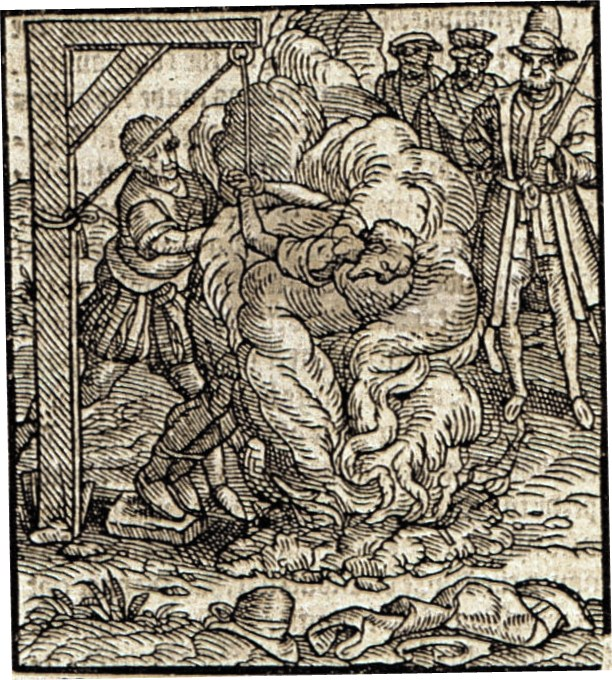
John Oldcastle kivégzése lázadás és lollard eretnekség miatt

Miután Angliában, ahol addig az inkvizíció ismeretlen volt, az "eretnekség" felszámolása végett sokat bebörtönöztek, megkínoztak; IV. Henrik 1401-től bevezette ellenük a máglyán való megégetést is (De heretico comburendo). Az első mártír William Sawtrey, egy londoni pap (1401), majd az általános üldözés sok lollardprédikátort is a máglyára juttatott.
John Oldcastle , a lollardok főpártfogója V. Henrik barátjaként hosszú ideig megmenekült az eretnekségtől. Amikor végül elítélték, elmenekült és lázadást indított a király ellen. Végül elfogták, és 1417. december 14-én Londonban felakasztották, a testét pedig elégették. Ő ihlette William Shakespeare John Falstaff karakterét (A windsori víg nők-ben), amiből Giuseppe Verdi operát írt (→ Falstaff).

## Életvitelük
Bensőséges irányuknál fogva a katolikus egyház külső szertartásaira nem sokat adtak, ezért az egyház eretnekeknek tekintette őket.
Tagjai a világ örömeiről, élvezeteiről lemondva, csendes visszavonultságban éltek, áhítatoskodtak, s amennyiben szegénységüktől tellett, a felebaráti szeretet munkásságát gyakorolták, nagy járványok (pl. pestis) alkalmával az elhagyatott betegeket ápolták, a holtakat eltemették, mely foglalatosságuk alkalmával vallásos énekeket dúdolgattak, innen kapták nevüket is. 
Angliában gyalogosan járták az országot, Wycliffe Biblia-fordításából olvastak az embereknek, és kézzel készített másolatokat adtak át. A lollardok az egyszerű és "evangéliumi" hit gyakorlását szerették volna, és hogy minden ember szabadon hozzáférhessen a Szentíráshoz saját nyelvén.

## Fordítás
- Ez a szócikk részben vagy egészben  a   Lollardy című angol Wikipédia-szócikk fordításán alapul.  Az eredeti cikk szerkesztőit annak laptörténete sorolja fel. Ez a jelzés csupán a megfogalmazás eredetét és a szerzői jogokat jelzi, nem szolgál a cikkben szereplő információk forrásmegjelöléseként.